# Redfoo
Stefan Kendal Gordy (født 3. september 1975), bedre kendt som Redfoo, er en amerikansk DJ og sanger. I 1993 udgav han sin første single "Back in the Day", som solgte 500.000 eksemplarer i USA. I 2006 dannede han LMFAO, som opnåede international succes med Party Rock Anthem og Sexy and I Know It. De blev opløst  i 2012. Hans mest berømte single er Let's Get Ridiculous,New Thang og Sock It To Ya.